# كيث فليتشير
كيث فليتشير (20 مايو 1944 بورسستر في المملكة المتحدة - ) (بالإنجليزية: Keith Fletcher) هو لاعب كريكت بريطاني.

## وصلات خارجية
- كيث فليتشير على موقع إي آس بي آن كريك إنفو (الإنجليزية)